# 1898
| 1898                                                 |
| ---------------------------------------------------- |
| Dødsfald - Fødsler                                   |
| • Begivenheder • Film • Litteratur • Politik • Sport |

| Gregoriansk kalender | 1898 MDCCCXCVIII        |
| Ab urbe condita      | 2651                    |
| Armensk kalender     | 1347 ԹՎ ՌՅԽԷ            |
| Kinesiske kalender   | 4594 – 4595 丁酉 – 戊戌 |
| Etiopisk kalender    | 1890 – 1891             |
| Jødisk kalender      | 5658 – 5659             |
| Hindukalendere       |                         |
| - Vikram Samvat      | 1953 – 1954             |
| - Shaka Samvat       | 1820 – 1821             |
| - Kali Yuga          | 4999 – 5000             |
| Iransk kalender      | 1276 – 1277             |
| Islamisk kalender    | 1316 – 1317             |

Konge i Danmark: Christian 9. 1863-1906
Se også 1898 (tal)

## Begivenheder

### Januar
- 3. januar – LO stiftes på et møde i København

### Februar
- 7. februar - Émile Zola bringes for retten anklaget for injurier mod præsidenten med sin J'Accuse
- 15. februar – det amerikanske panserskib USS Maine løber på en mine i Havanas havn, hvilket senere udløser Den spansk-amerikanske krig.

### Marts
11. marts – Dyreværnet bliver stiftet i København.

### April
- 25. april - Den spansk-amerikanske krig: USA erklærer Spanien krigVeteranernes optog passerer Kongens Nytorv d. 24. juni 1898

### Juni
- 9. juni - Kina udlejer Hong Kong til England for 99 år
- 12. juni – Filippinerne opnår uafhængighed af Spanien efter længere tids frihedskamp. USA, som har støttet denne kamp, får overhøjhed over øgruppen.
- 20. juni – Lynet slår ned i Sangerindepavillonen i Charlottenlund, som brænder ned
- 21. juni - Guam opnår status som et territorium under USA
- 24. juni - som en del af markeringen af 50 året, for krigen i 1848, går danske veteraner igennem København

### August
- 12. august - USA annekterer Hawaii - der i 1959 bliver USA's 50. delstat
- 24. august – den russiske zar Nikolaj II indkaldte til en fredskonference i Haag i Nederland. Denne fredskonference og den efterfølgende i 1907 førte til oprettelsen af Den Faste Voldgiftsret i Haag
- 30. august - England og Tyskland slutter en hemmelig aftale om portugisernes afrikanske besiddelser: England lejer Delago-bugten og Tyskland får dele af Mocambique og Angola

### September
- 6. september – Wilhelmina 1. af Nederland bliver myndig (dronning fra 1890)

### Oktober
- 18. oktober - USA overtager Puerto Rico fra Spanien

### December
- 10. december - Den spansk-amerikanske krig afsluttes med, at Filippinerne afstås til USA
- 26. december - Marie og Pierre Curie opdager grundstoffet radium

### Udateret
- Gustav Witt opdager asteroiden 433 Eros (1898 DQ).

## Født
- 9. januar – Gracie Fields, britisk sanger, skuespiller og komiker (død 1979).
- 11. januar – Hans Kirk, dansk forfatter (død 1962).
- 13. januar – Kaj Munk, dansk digter og præst, fødes i Maribo og får navnet Kaj Harald Leininger Petersen (død 1944).
- 28. januar – Karl Bjarnhof, dansk forfatter og journalist (død 1980).
- 3. februar – Alvar Aalto, finsk arkitekt og designer (død 1976).
- 9. februar – Steen Eiler Rasmussen, dansk arkitekt og forfatter (død 1990).
- 10. februar – Bertold Brecht, tysk forfatter (død 1956).
- 18. februar – Enzo Ferrari, italiensk bildesigner og racerkører. I 1947 bygger han sin 12-cylinders racerbil, som kommer til at dominere løbene resten af århundredet; han dør i 1988.
- 2. marts – Mogens Koch, dansk arkitekt (død 1992).
- 3. maj – Golda Meïr, israelsk politiker (død 1978).
- 17. maj – Carl "Skomager" Hansen, dansk landsholdsspiller i fodbold (død 1978).
- 5. juni – Federico García Lorca, spansk poet og dramatiker (død 1936).
- 22. juni – Erich Maria Remarque, tysk forfatter (Intet nyt fra Vestfronten) (død 1970).
- 26. juni – Willi Messerschmitt, tysk flykonstruktør.
- 6. juli – Hanns Eisler, tysk og østrigsk komponist (død 1962).
- 15. juli – Angelo Bruun, dansk skuespiller (død 1956).
- 19. juli – Herbert Marcuse, en tysk filosof (død 1979).
- 26. september – George Gershwin, amerikansk komponist (død 1937).
- 31. oktober – C.F. Møller, dansk arkitekt (død 1988).
- 21. november – René Magritte, belgisk maler (død 1967).
- 28. november – Erika Voigt, dansk skuespiller og sanger (død 1952).
- 29. november – C.S. Lewis, britisk forfatter og filolog (død 1963).
- 6. december - Alfred Eisenstaedt, tysk-amerikansk fotograf og fotojournalist (død 1995).
- 6. december – Gunnar Myrdal, svensk økonom og modtager af Nobelprisen i økonomi (død 1987).

## Dødsfald
- 18. april – Gustave Moreau, fransk maler (født 1826).
- 19. maj – William Ewart Gladstone, britisk statsmand (født 1809).
- 30. juli – Otto von Bismarck, tysk statsmand (født 1815).